# Тарасюк Оксана Борисівна
Оксана Борисівна Тарасюк (нар. 23 лютого 1972, Київ) — український дипломат. Генеральний консул України в Гамбурзі (Німеччина) (з 2015).

## Біографія
Народилася 23 лютого 1972 року в Києві. У 1994 році закінчила Київський державний університет ім. Т. Шевченка, факультет романо-германської філології, за спеціальністю — романо-германська філологія, отримавши диплом спеціаліста з філології, викладача англійської та німецької мов. Володіє іноземними мовами: російською, німецькою, англійською. У 1994 закінчила курси маркетингу та менеджменту Міжнародного Християнського Університету, Відень, Австрія. У 2007 році закінчила Українську академію зовнішньої торгівлі, факультет міжнародної економіки і менеджменту, за спеціальністю — міжнародна економіка, магістр з міжнародної економіки.
У 1992 — перекладач відділу перекладів Фонду «Ділова діаспора України», м.Київ
У грудні 1992 — провідний референт міжнародного відділу Товариства Червоного Хреста України
У 1992–1994 рр. — брала участь в організації та проведенні міжнародних виставок України за кордоном, а також міжнародних виставок в Україні
У 1994–1996 рр. — перекладач, Фонд «Ділова діаспора України», робота в українсько-швейцарському проекті. Стажування в головному офісі швейцарської сторони, м.Санкт-Галлен, Швейцарія.
У 1999–2000 рр. — провідний фахівець по зв'язках з громадськістю, ТОВ «Астеліт», м. Київ
У 2000–2004 рр. — головний економіст торговельно-економічної місії у складі Посольства України в Республіці Австрія
У 2004–2007 рр. — слухачка Української академії зовнішньої торгівлі
У 2007–2012 рр. — заступник керівника торговельно-економічної місії Посольства України у ФРН при Генеральному консульстві у Гамбурзі, консул Генерального консульства України у місті Гамбург.
З серпня 2010 по грудень 2011 — тимчасово виконуюча обов‘язки Генерального консула України в м. Гамбурзі
З червня 2012 по березень 2015 — керівник українських проектів «ХУБ Концепт ГмбХ», м. Гамбург, ФРН
З березня 2015 по липень 2015 — помічник-консультант народного депутата України.
У серпні 2015 року — начальник відділу організаційно-технічного забезпечення Департаменту секретаріату Міністра, Міністерство закордонних справ України.
З 10 серпня 2015 — Генеральний консул України в Гамбурзі.